# هارييت كيمبي
هارييت كيمبي (بالإنجليزية: Harriet Quimby)‏ (11 مايو 1875 - 1 يوليو 1912) كانت طيارًا أمريكيًا في وقت مبكر وكاتبة سينمائية. في عام 1911، حصلت على شهادة طيار أمريكي من قبل Aero Club of America ، لتصبح أول امرأة تحصل على رخصة طيار في الولايات المتحدة. في عام 1912، أصبحت أول امرأة تطير عبر القناة الإنجليزية. على الرغم من أن كيمبي عاشت فقط إلى سن 37، إلا أنها أثرت على دور المرأة في الطيران.

## النشأة
ولدت في 11 مايو 1875 في بلدة أركاديا، مقاطعة مانيستي، ميشيغان. بعد أن انتقلت عائلتها إلى سان فرانسيسكو، كاليفورنيا، في أوائل القرن العشرين، أصبحت صحفية. بدأت الحياة العامة لـ هارييت كيمبي في عام 1902، عندما بدأت الكتابة لمجلة San Francisco Dramatic Review وساهمت أيضًا في طبعات الأحد من San Francisco Chronicle و San Francisco Call. انتقلت إلى مانهاتن، مدينة نيويورك في عام 1903 للعمل كناقدة مسرحية في أسبوع ليزلي المصور، وتم نشر أكثر من 250 من مقالاتها على مدى تسع سنوات.
واصلت كيمبي الكتابة لـ Leslie's حتى عند القيام بجولات مع العروض الجوية، مع سرد مغامراتها في سلسلة من المقالات. ملتزمة تمامًا بشغفها الجديد، روجت الصحافية والطيرة المتفانية بقوة للإمكانات الاقتصادية للطيران التجاري، وروجت للطيران كرياضة مثالية للنساء.
أصبحت كيمبي مهتمة بالطيران في عام 1910، عندما حضرت دورة بيلمونت بارك الدولية للطيران في إلمونت، نيويورك. هناك قابلت جون مويزانت، وهو طيار ومشغل معروف في مدرسة طيران، وشقيقته ماتيلد.
في 1 أغسطس 1911، خضعت لاختبار طيارها وأصبحت أول امرأة أمريكية تحصل على شهادة أيرو كلوب أوف أمريكا للطيران. وسرعان ما تبعت ماتيلد مويزانت وأصبحت الثانية. بسبب عدم وجود أي شهادة ميلاد رسمية، فقد ادعت العديد من المجتمعات لها على مر السنين.

## الطيران

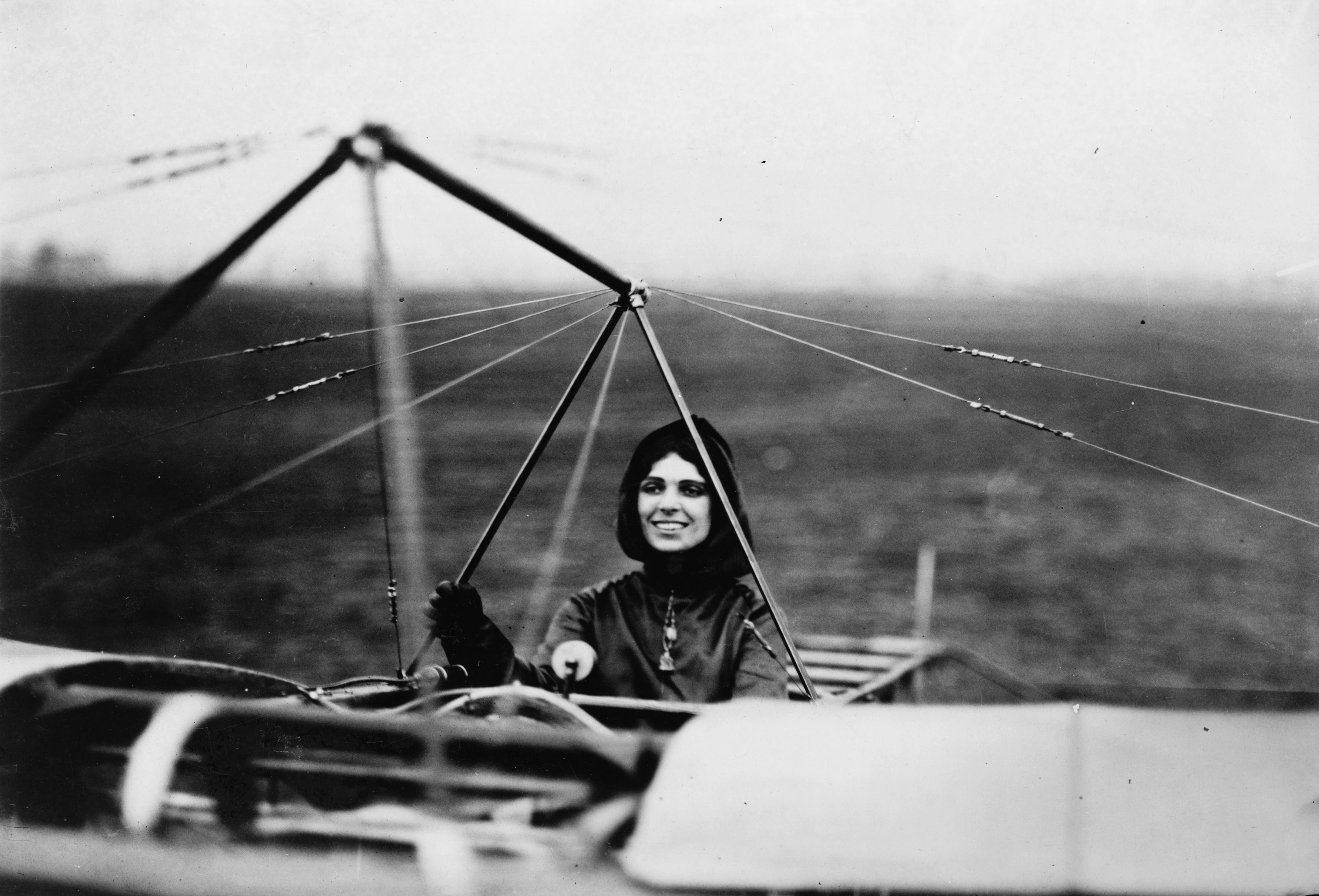
هارييت كيمبي في طائرتها أحادية السطح..

بعد حصولها على ترخيصها، انتقلت «دريسدن تشاينا أفياتريكس» أو «الدمية الصينية»، كما دعتها الصحافة بسبب مكانتها الصغيرة وبشرتها الفاتحة، للاستفادة من سمعتها السيئة الجديدة. يمكن أن يربح الطيارون ما يصل إلى 1000 دولار لكل أداء، ويمكن أن تصل قيمة الجوائز المالية للسباق إلى 10000 دولار أو أكثر.
انضمت كيمبي إلى فريق معرض Moisant International Aviator ، وقام بأول ظهور احترافي لها، وكسبت 1500 دولار، في رحلة ليلية فوق جزيرة ستاتن قبل حشد من 20000 متفرج تقريبًا.
كواحدة من الطيارين القلائل في البلاد، استفادت من أنوثتها من خلال ارتداء بنطلون مدسوس في الأحذية ذات الدانتيل العالي التي تبرزها بلوزة من الساتان ذي اللون البرقوق وقلادة وسوار عتيق. جذبت الحشود كلما تنافست في اللقاءات والسباقات عبر البلاد. كجزء من فريق المعرض، عرضت مواهبها في جميع أنحاء الولايات المتحدة وحتى ذهبت إلى مكسيكو سيتي في نهاية عام 1911 للمشاركة في أنشطة الطيران التي عقدت تكريماً لافتتاح الرئيس فرانسيسكو ماديرو

## هوليوود

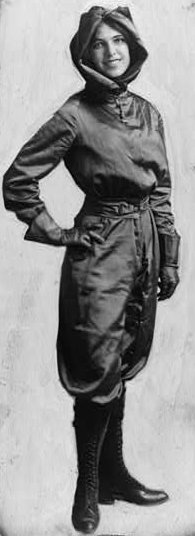
صورة لكيمبي في عام 1911 بواسطة تيودور مارسو

في عام 1911، قام كيمبي بتأليف سبع سيناريوهات أو سيناريوهات تم تحويلها إلى شورت أفلام صامت بواسطة Biograph Studios. تم توجيه السبعة من قبل المخرج D. W. Griffith. وشملت النجوم في أفلامها فلورنسا لا بادي، ويلفريد لوكاس، وبلانش سويت. كان لكيمبي دور تمثيل صغير في فيلم واحد.

## فين فيز
قامت شركة فين فيز، وهي قسم من مصنع أرمور لتعبئة اللحوم في شيكاغو، بتجنيد كيمبي كمتحدثة باسم صودا العنب الجديدة، فين فيز، بعد وفاة كالبرايث بيري رودجرز في أبريل 1912. زيها الطيار الأرجواني المميز وصورة نمت العديد من القطع الإعلانية اليوم.

## عبور القناة الإنجليزية
في 16 أبريل 1912، أقلعت كيمبي من دوفر، إنجلترا، في طريقها إلى كاليه، فرنسا، وأجرت الرحلة في 59 دقيقة، وهبطت على بعد حوالي 25 ميلاً (40 كم) من كاليه على شاطئ في Équihen-Plage ، Pas-de - كاليه. أصبحت أول امرأة تقود طائرة عبر القناة الإنجليزية. ومع ذلك، لم يحظ إنجازها باهتمام إعلامي كبير، حيث أن غرق RMS Titanic في اليوم السابق قد استهلك اهتمام الجمهور وملء الصحف.

## وفاتها
في 1 يوليو 1912، سافرت في اجتماع بوسطن السنوي الثالث للطيران في سكوانتوم، ماساتشوستس. على الرغم من أنها حصلت على شهادة ACA للسماح لها بالمشاركة في أحداث ACA ، كان لقاء بوسطن مسابقة غير مصرح بها. طارت كيمبي إلى Boston Light في Boston Harbor على بعد حوالي 3000 قدم، ثم عاد وحلق في المطار.
كان وليام أ. ب. ويلارد، منظم الحدث ووالد الطيار تشارلز ويلارد، راكبًا في طائرتها الجديدة ذات المقعدين بليروت ذات المقعدين. على ارتفاع 1000 قدم (300 م)، تقدمت الطائرة بشكل غير متوقع إلى الأمام لأسباب لا تزال غير معروفة. تم طرد كل من ويلارد وكويمبي من مقاعدهما وسقطا حتى وفاتهما، في حين «انزلقت الطائرة واستقرت في الوحل».
دفنت هارييت كيمبي في مقبرة وودلون في ذا برونكس، نيويورك. في العام التالي تم نقل رفاتها إلى مقبرة كينسيكو في فالهالا، نيويورك. نافورة هارييت كويمبي كومباس روز نافورة إلى كيمبي، تقف في مقبرة بيرس براذرز / فالهالا ميموريال بارك في بوربانك، لوس أنجلوس، كاليفورنيا. تقع لوحة نافورة كيمبي على مقربة من بوابة المقبرة للأجنحة المطوية، وهو مزار يحتوي على رماد رواد الطيران، وتقرأ:
«أصبحت هارييت كيمبي أول طيار مرخص في أمريكا في 1 أغسطس 1911. في 16 أبريل 1912، كانت أول امرأة تطير بطائرة عبر القناة الإنجليزية. وأشارت إلى اتجاه الطيارين المستقبليين بما في ذلك صديقتها ماتيلد، مدفون في بوابة الأجنحة المطوية».

## روابط خارجية
- هارييت كيمبي على موقع IMDb (الإنجليزية)
- هارييت كيمبي على موقع الموسوعة البريطانية (الإنجليزية)
- هارييت كيمبي على موقع قاعدة بيانات الفيلم (الإنجليزية)